# ちゅぱしてあげる 〜スポーツクラブのおねえさん〜
『ちゅぱしてあげる 〜スポーツクラブのおねえさん〜』は、2009年7月24日にアトリエかぐや Honky-Tonk Pumpkinから発売された18禁恋愛アドベンチャーゲームである。
2014年2月28日には「KAGUYAコレクション」の1つとして廉価版が発売された。

## ストーリー
とある夏、「100年に一度のモテ期」とテレビの占いで宣告された松尾正祐は、占いどおりに隣の住人である相場さくらと急接近したが、その後に住んでいたマンションは手抜き工事により倒壊し、強制的に引っ越しするハメとなったため、さくらと泣く泣く別れる。そして、スポーツクラブの併設されたマンションへ引っ越した正祐は、アルバイトをすることになる。そこで美しいお姉さん達と出会い、さくらと奇跡的な再会を果たした正祐のモテ期は、本番を迎える。

## 登場人物
松尾正祐（まつお まさひろ）
本作の主人公。体育大学でトレーニング学を専攻。TV占いで「100年に一度のモテ期」と宣告され、占い通りにさくらと出会い急接近し、我が世の春を謳歌したかに見えたが、住んでいたマンションが手抜き工事により自己倒壊し、強制的な引越しによりさくらと別れた。その後はスポーツジムの併設しているマンションへ引越し、スポーツジム・DOKI DOKI SPORTS CLUBでバイトをしながら学校に通う事にし、ジムでさくらと再会、そして他の女性達と親密な関係になる。
相場さくら（あいば さくら）
声 - 茶谷やすら
前のマンションで正祐の隣人だった人で職業はOL。正祐より年上。コインランドリーで知り合ったのをきっかけに正祐と急接近したが、その後のマンションの自己倒壊により正祐と別れ、そして奇跡的にスポーツジムで正祐と再会した。
中塚なつき（なかつか なつき）
声 - 青葉りんご
DOKI DOKI SPORTS CLUBのインストラクターで、正祐と同じマンションの隣人。超のつく巨乳の持ち主で、オープンな性格をしている。
中塚曖璃（なかつか あいり）
声 - 芹園みや
なつきの妹で、一緒に同居している。偶然正祐に着替えを覗かれた事もあり、正祐に対し多少苦手意識がある。
榎田麗子（えのきだ れいこ）
声 - 青井美海
マンションのオーナーで、DOKI DOKI SPORTS CLUBのオーナーでもある。妖艶なプロポーションな反面、時折子供っぽい行動をする事も。
苗垣浩二（なえがき こうじ）
声 - 角川竜二
正祐の大学の友人で、筋肉をこよなく愛し、プロテインを毎日飲んでいる。常に「Let's 筋肉」と書かれた白いTシャツを着ており、乳首が透けて見える。正祐にマンションとスポーツジムのバイトを提案したのも彼で、一緒にバイトをする事によって、これをきっかけに女性とお付き合いできればとちゃっかりした一面もある。

## スタッフ
- 原画：1:02am、坂上海
- シナリオ：須永成人、須々木鮎尾、金竹射月